# 中村留精密工業
中村留精密工業株式会社（なかむらとめせいみつこうぎょう、Nakamura-tome Precision Industry co.,ltd.）は、CNC旋盤やレンズ加工機など工作機械の製造・販売をする企業である。代表取締役社長は中村匠吾。本社は石川県白山市に所在する。

## 沿革
- 1949年 - 創業者の中村留男が津田駒工業を退職後、金沢市新竪町にて中村鉄工所を設立。
- 1960年 - 中村留精密工業株式会社設立。
- 1963年 - 現住所に本社移転。
- 1983年 - 昭和天皇が石川県行幸の際に視察。
- 1994年 - ISO9001認証取得。
- 1998年 - ISO14001認証取得。